# Gravity (album)
Gravity – album saksofonisty Kenny’ego G, wydany przez wytwórnię Arista Records w 1985 roku. Uplasował się on na miejscu #13 notowania Jazz Albums oraz na pozycji #37 R&B/Hip-Hop Albums i #97 Billboard 200.

## Lista utworów
1. „One Man's Poison is Another Man's Sweetness” - 4:19
2. „Love on the Rise” - 4:18
3. „Where Do We Take It (From Here)” - 4:37
4. „Sax Attack” - 5:01
5. „Gravity” - 4:22
6. „Japan” - 5:03
7. „One Night Stand” - 4:00
8. „Virgin Island” - 3:13
9. „Last Night of the Year” - 2:43

## Single
| 1985 | „Love on the Rise” | #24 |